# Alluaudomyia splendentis
Alluaudomyia splendentis är en tvåvingeart som beskrevs av Liu, Ge och Liu 1996. Alluaudomyia splendentis ingår i släktet Alluaudomyia och familjen svidknott.
Artens utbredningsområde är Hainan (Kina). Inga underarter finns listade i Catalogue of Life.